# Gestione della qualità
La gestione della qualità è l'insieme di tutte le attività effettuate nella realizzazione di un prodotto o erogazione di un servizio nonché dal personale impegnato al conseguimento degli obiettivi della politica della qualità.
La locuzione Controllo qualità (CQ oppure QC da Quality Control) è sostanzialmente un sinonimo molto utilizzato per identificare, nell'ambito di un'impresa manifatturiera, il comparto delegato a gestire la qualità dei prodotti realizzati, cioè a mettere in atto tutte quelle azioni ed iniziative che consentono di definire e tenere sotto controllo gli standard qualitativi richiesti dalla direzione aziendale.
La locuzione Sistema Gestione Qualità (SGQ) è invece utilizzato all'interno dell'ultima norma ISO 9001:2015, per mettere in luce la differenza fra un sistema di "Gestione generale di tutti i processi e modi di proporsi nelle varie attività nel suo complesso di interfacciarsi fra reparti e scopi" visti in un contesto complessivo che vada dalla direzione fino a ogni singolo addetto dell'azienda stessa. Questo dovrebbe eliminare la confusione che la locuzione CQ può indurre nella persona semplice che in essa legge, può leggere, una semplice pratica di Controllo Qualità sui prodotti. 
Spesso CQ viene identificata con una specifica attività del singolo operatore di reparto di CQ che controlla i pezzi in una particolare fase della sua attività lavorativa e non nel contesto complessivo di gestione del sistema qualità all'interno dell'azienda e viene posta sull'etichetta o sul timbro utilizzato da ogni operatore che effettua tali controlli. La locuzione  SGQ intende eliminare questo equivoco sin dall'inizio. Infatti, il controllo qualità non va confuso con l'assicurazione qualità che è materia del SGQ complementare ma differente.

## Storia
I criteri organizzativi del Controllo qualità si sono evoluti nel tempo parallelamente alle trasformazioni dell'attività manifatturiera, a partire dagli ultimi decenni del 1800, quando il singolo operatore era interamente responsabile del proprio manufatto e quindi anche della sua qualità.
La filosofia del Controllo qualità si è andata trasformando secondo cicli circa-ventennali in funzione delle dimensioni delle strutture produttive e delle conseguenti articolazioni organizzative del lavoro.
Il Controllo qualità è divenuto dapprima responsabilità del preposto (coordinatore di un gruppo di operai), poi di ispettori indipendenti dall'organico di produzione. In un ulteriore passaggio, coincidente con la seconda guerra mondiale, ci si è dovuti affidare a metodi statistici: l'industria bellica è la protagonista del grande impulso dato a tali strumenti.

## Generalità
La gestione della qualità deve prendere in considerazione:
- pianificazione delle attività di gestione del sistema qualità (verifiche ispettive, azioni preventive e correttive);
- controllo della progettazione;
- qualifica dei fornitori;
- monitoraggio della soddisfazione del cliente e gestione dei reclami (UNI ISO 10002);
- controllo della documentazione di sistema e delle registrazioni;
- controllo degli strumenti di misurazione e verifica;
- controllo dei prodotti/servizi, si pensi, ad esempio, agli alimenti e ai farmaci[1];
- gestione dei resi (Logistica di ritorno);
- attività di monitoraggio di tutti i processi individuati all'interno dell'azienda;
- gestione di un sistema di indicatori per la valutazione dei processi;
- riportare e riesaminare periodicamente la direzione.

La norma della serie ISO 9000 edizione 2000 ha introdotto un'importante innovazione rispetto alla precedente edizione 1994: mentre nella versione 1994 la qualità era il risultato della qualità del prodotto e dell'attuazione di procedure, la versione 2000 ha spostato l'attenzione al sistema ed alla gestione dei processi aziendali. In tale senso si parla di Sistemi di gestione per la qualità.
L'ultimo aggiornamento della norma è del 2015 (ISO 9001:2015).

## Qualità totale
Il Controllo qualità, approdato infine intorno agli anni sessanta al Controllo qualità totale (dapprima in Giappone con l'aiuto di esperti americani, e solo in un secondo tempo negli Stati Uniti d'America), finisce con il coinvolgere tutti gli aspetti, i momenti, i settori dell'azienda che possono incidere su sviluppo, mantenimento, miglioramento della qualità, supportando l'azienda nella finalità di far pervenire all'acquirente prodotti pienamente soddisfacenti con il minimo sforzo economico.